# Баранівські
Баранівські (також Барановські) — стародавній український, білоруський та польський рід, представники якого зробили значний вклад у розвиток суспільств Східної Європи і східнослов'янського світу. Рід має глибоке автохтонне слов'янське походження. Барановські українського походження переважно походять з території історичних древлян. Слов'янське та древлянське походження Баранівських (Барановських) обґрунтовано в фундаментальних працях російського (радянського) дослідника Б. А. Рибакова, в праці «Давні слов'яни» видатного українського історика та археолога В. Д. Барана та в дослідженнях інших науковців.
Офіційний шляхетський та дворянський герб роду Баранівських (Барановських) — герб Лодзя (Ладья), (за іншими даними — Ястшембець, в залежності від місця проживання, особистого вподобання та інших обставин). Деякі Барановські (Баранівські) належали до гербів Остоя, Гоздава та Одровондж.
Відомі особи в Україні з прізвищем Баранівський;
- Олександр Петрович Баранівський
- Василь Федорович Баранівський